# Katharine McPhee
Katharine Hope McPhee (Los Angeles, 25 de março de 1984) é uma atriz e cantora norte-americana. Em Maio de 2006 ela foi vice-campeã do American Idol.

## Biografia
Katharine Hope McPhee nasceu no dia 25 de março de 1984, nas redondezas de Sherman Oaks em Los Angeles, California, EUA. Sua mãe, Patrícia McPhee, é uma treinadora vocal e cantora e seu pai, Daniel McPhee, é um produtor de televisão. A irmã mais velha de Kat, Adriana McPhee, é uma aspirante à cantora e produtora. Desde os dois anos, Patricia reconheceu o talento da filha para a música e começou a ensiná-la.
No colegial, Kat era a vice-presidente do grêmio estudantil do colégio Notre Dame, representante da escola nas competições de natação, e gostava de apresentar peças teatrais com sua irmã Adriana. Ela se formou em 2002 e então cursou a especialização em teatro musical no Boston Conservatory por três semestres.
Kat decidiu largar a faculdade para seguir os conselhos de seu professor - tentar atuar em pilotos de programas de TV em Los Angeles. Ela foi recusada em 195 de 200 audições, mas no final, conseguiu a vaga no elenco de um musical sobre a vida de Hank Garland, em 2006. Ela também foi a atriz principal em pequenas produções locais, como Annie Get Your Gun, The Ghost e Mrs. Muir. Kat também fez parte de um pequeno falido programa da MTV chamado You Are Here, interpretando a irmã mais velha de uma irmã nova e muito mais popular.
Depois das filmagens, Kat foi incentivada a participar do programa American Idol, passando a estudar música com sua mãe e algumas matérias na faculdade. Ela fez sua audição em São Francisco, California, cantando “God Bless the Child”. Paula Abdul julgou sua audição como a melhor da temporada até aquele momento, e Simon Cowell a elogiou por Kat ser tão atual em termos de aparência. Simon também notou que Kat não estava apenas tentando aparecer, como ele achava, após descobrir que sua mãe era cantora.
Na eliminação final do Top 24, Kat foi um das primeiras a garantir sua vaga e, eufórica, deu um selinho em todos os juízes. Kat avançou no American Idol graças à popularidade da “McPheever” - Febre McPhee - termo inventado por uma rádio em Los Angeles. Ela foi a vice-campeã contra Taylor Hicks da quinta temporada do American Idol.
Katharine participou da tour de Andrea Bocelli, cantor italiano de ópera, apresentando-se em três concertos nos EUA de nove a onze de junho de 2006.
Seu primeiro single, Somewhere Over the Rainbow/My Destiny foi lançado em 27 de junho e alcançou a 12ª posição no Top 100 da Billboard.
Ela finalmente se juntou à turnê no dia 28 de julho, bem a tempo dos dez finalistas visitarem a Casa Branca e conhecerem George W. Bush.

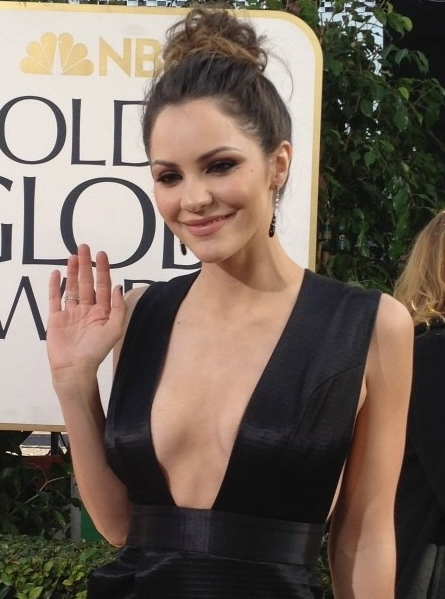
Katharine representando a série Smash no Prêmios Globo de Ouro de 2013

Em julho de 2006, Broadway World anunciou que Kat está co-produzindo a peça de Michael Albanese chamada Red Herring “O público me conhece mais pelo American Idol… mas a minha paixão sempre foi o teatro”, Kat diz. A peça vai estar na décima edição do anual New York International Fringe Festival.
No dia 2 de dezembro de 2006, Kat compareceu à cerimônia de entrega de prêmios “Big in ‘06” juntamente com Melissa McGuee, outra participante do Idol, e ganhou o premio de “Big ‘It’ Girl”.
Já no dia 11 de dezembro, a rede Wal-Mart lançou um single exclusivo para as faixas “I Lost You” e “Dangerous” do CD de Kat. Apesar de muitos fãs terem pensado que esse era o primeiro single, Kat o desmentiu em seu perfil no Myspace. O verdadeiro single “Over It” foi lançado oficialmente pelas rádios apenas no dia 16 de janeiro de 2007. Mas já era tocado por muitas desde a primeira semana de janeiro.
Kat se envolveu com seu auto-intitulado CD de estreia, que foi lançado no dia 30 de janeiro de 2007. Ela trabalhou com escritores como Kara dioGuardi, Chad Hugo, Neptunes, e o parceiro de produção de Timbaland, Nate Hills além de Danja.
Em 2012 Kat entra para o elenco da série Smash, do canal NBC, transmitida no Brasil pelo Universal Channel. A história gira em volta de um grupo eclético de pessoas que se juntam para participar de um musical na Broadway baseado na vida de Marilyn Monroe. O investimento nessa série é grande, pois um de seus produtores é nada menos que Steven Spielberg. Além do aclamado diretor, os escritores das músicas de Hairspray, Marc Shaiman e Scott Wittman, fazem parte da equipe e escreverão músicas originais para o seriado. 
Atualmente ela faz parte do elenco principal da série de TV Scorpion (série de televisão), do canal CBS, onde interpreta Paige Dineen.

## Vida pessoal
Foi casada com Nick Cokas de 2008 a 2016.
Namorou com o ator Elyes Gabel que conheceu durante as gravações da série Scorpion
Em julho de 2018, Katharine McPhee, de 34 anos, e o músico David Foster, de 68 estão noivos.
Katharine e David Foster estão casados a cerca de um ano, completados no dia 28 de junho de 2020, a cerimônia de casamento reuniu cerca de 150 convidados, incluindo os filhos de Foster . 

## American Idol

### Audição (San Franscisco)
- "God Bless the Child", canção de Billie Holiday

### Semi-finais
- Top 24 (21 de fevereiro de 2006): "Since I Fell for You" versão de Barbra Streisand
- Top 20 (28 de fevereiro de 2006): "All in Love is Fair", de Stevie Wonder
- Top 16 (7 de março de 2006): "Think", Aretha Franklin

### Finais
- Top 12 (14 de março de 2006): "Untill You Come Back to Me", de Stevie Wonder
- Top 11 (21 de março de 2006): "Come Rain or Come Shine", de Ella Fitzgerald
- Top 10 (28 de março de 2006): "The Voice Within", de Christina Aguilera - (uma dos dois menos votados)
- Top 09 (4/abril/2006): "Bringing Out The Elvis", de Faith Hill
- Top 08 (11/abril/2006): "Who Wants to Live Forever", de Queen
- Top 07 (18/abril/2006): "Someone to Watch Over Me", de George Gershwin
- Top 06 (25/abril/2006): "I Have Nothing", de Whitney Houston - (uma dos dois mais votados)
- Top 05 (2/maio/2006): "Against All Odds", de Phil Collins e "Black Horse and the Cherry Tree", de KT Tunstall
- Top 04 (9/maio/2006): "Hound Dog/All Shook Up" e "Can’t Help Falling in Love", ambas do Elvis Presley - (uma dos dois menos votados)
- Top 03 (16/maio/2006): "I Believe I Can Fly", de R. Kelly escolhida pelo produtor musical Clive Davis, "Somewhere Over the Rainbow", versão de 1996 da Eva Cassidy escolhida por Simon Cowell e "I Ain’t Got Nothin’ But the Blues", de Ella Fitzgerald escolhida pela própria Katharine.

### Grande Final
- Top 02 (23/maio/2006): "Black Horse and the Cherry Tree" de KT Tunstall, a segunda canção foi "Somewhere Over the Rainbow", Eva Cassidy e a última canção foi o single original escrito para ela chamado "My Destiny" de autoria de Hanne Sorvaag.
- Resultado Final (24/maio/2006): durante o show final de 2 horas Kath cantou com Meatloaf, "It's All Coming Back to Me Now". Com a ganhadora da quarta versão do American Idol, Carrie Underwood, "Made It Thought The Rain" e com Taylor Hicks a música "I've Had The Time of My Life". Nesta noite Katharine foi derrotada pelo Taylor, que recebeu o título de American Idol.

## Discografia

### Álbuns
| Ano  | Informação | US | WW | Vendas e certificações         |
| ---- | --- | -- | -- | ------------------------------ |
| 2007 | Katharine McPhee - Primeiro álbum de estúdio - Lançado: 30 de janeiro de 2007 - Gravadora: RCA Records - Formato: CD, Download digital                                    | 2  | 5  | EUA vendas: 500,000 RIAA: Ouro |
| 2010 | Unbroken - Segundo álbum de estúdio - A lançar: 5 de janeiro de 2010 - Gravadora: Verve Forecast Records - Formato: CD, Download digital                                  | 27 | 25 | EUA vendas: 100,000 RIAA: n.d. |
| 2010 | Christmas Is the Time to Say I Love You - Terceiro álbum de estúdio - A lançar: 12 de outubro de 2010 - Gravadora: Verve Forecast Records - Formato: CD, Download digital | 11 | -  | EUA vendas: 50,000 RIAA: n.d.  |
| 2015 | Hysteria - Quarto álbum de estúdio - Lançado: 18 de setembro de 2015 - Gravadora: eOne Records - Formato: CD, digital download                                            | -  | -  |                                |

### Singles
- Vendas = somente vendas das versões digitais.
- Obs: Somewhere Over the Rainbow/My Destiny foi também lançado como single não digital, vendendo 169.000 cópias.[4]

| Ano  | Single                       | Álbum                                 | Posições de chart | Posições de chart | Posições de chart | Posições de chart | Vendas  |
| Ano  | Single                       | Álbum                                 | US                | US Pop            | CAN               | RIAA              | Vendas  |
| ---- | ---------------------------- | ------------------------------------- | ----------------- | ----------------- | ----------------- | ----------------- | ------- |
| 2006 | "Somewhere Over the Rainbow" | Somewhere Over the Rainbow/My Destiny | 12                | 12                | —                 | —                 | 150,000 |
| 2006 | "My Destiny"                 | Somewhere Over the Rainbow/My Destiny | 60                | 42                | —                 | —                 | 100,000 |
| 2006 | "Think"                      | American Idol Season 5: Encores       | 121               | 90                | —                 | —                 | 50,000  |
| 2007 | "Over It"                    | Katharine McPhee                      | 29                | 21                | 25                | Gold              | 650,000 |
| 2007 | "Love Story"                 | Katharine McPhee                      | —                 | —                 | 38                | —                 | 100,000 |
| 2009 | "Had It All"                 | Unbroken                              |                   |                   |                   |                   | 53,000  |
| 2009 | "Say Goodbye"                | Unbroken                              |                   |                   |                   |                   | 30,000  |

### Participações em outros CDs

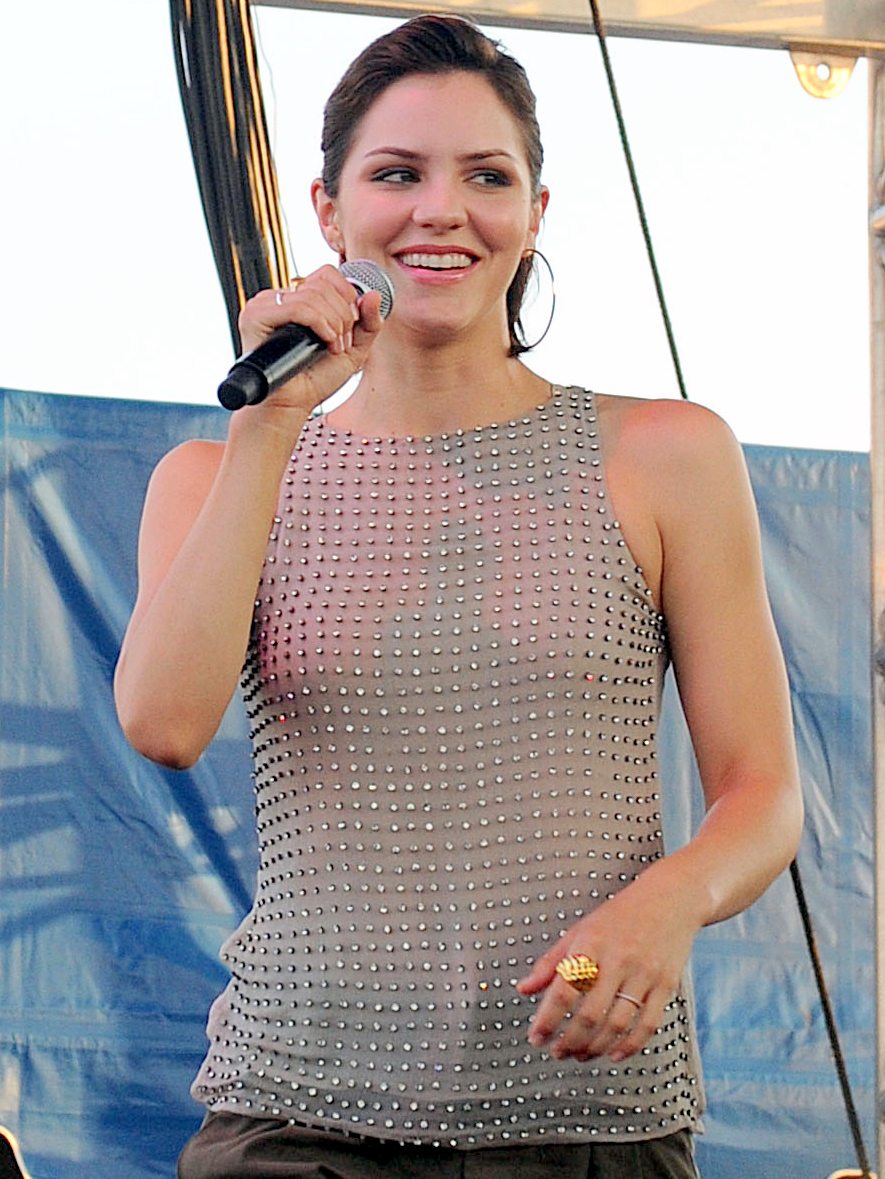
McPhee atuando em 2010

JCPenney Jam [Live CD/DVD]: Lançado em Agosto de 2006, este DVD foi gravado no show JCPenney em Junho de 2006 e teve a participação de vários artistas, inclusive a Kat que apareceu dia 22 de Junho na CBS cantando com o Andrea Bocelli Somos Novios e depois Somewhere Over The Rainbow. Foi concerto beneficente para as crianças com câncer.
Os singles Somewhere Over The Rainbow é a 15° faixa e Somos Novios é a 16° faixa do CD/DVD.
Smackers' Girl Next: Volume 2[CD]: Over It, o primeiro single da Kat, é a 4° faixa deste CD que foi lançado em Junho de 2007.
ThriveMix04[CD]: Lançado dia 4 de Setembro de 2007, possui um remix de Love Story(Soul Banger Club Mix) sendo a 7° faixa do CD.
DVD Barbie - Diamont Castle: Lançado dia 9 de Setembro de 2008, Kat regravou a música Connected ao lado da dupla Roon For Two, para o DVD, além disso ela gravou o video-clipe da música para o extra do DVD.
Tinkerbell [SOUNDTRACK]: Kat gravou uma música chamada Let Your Hear Sing para a trilha sonora do filme Sininho da Disney, sendo a 4° faixa do CD. O lançamento foi no dia 14 de Outubro de 2008.
David Foster & Friends Concert CD/DVD: O CD gravado ao vivo em Vegas com a participação de muitos artistas, foi lançado dia 11 de Novembro (uma semana antes da primeira data) e será duplo, o selo será a Warner Bros. Esse show irá ao ar no final deste ano pela rede de tv PBS e a Kat fez participação no show que ocorreu dia 23 de Maio de 2008, cantando Unforgettable, Somewhere e The Prayer(ao lado do cantor italiano Andrea Bocceli), só que só duas músicas que ela cantou é farão parte do CD/DVD, sendo Somewhere a 5° faixa e The Prayer(com Andrea Bocceli) a 18° faixa.

## Filmografia
Katharine McPhee é formada em teatro. Depois do American Idol, Kat fez participações especiais, entre outros, em lonelygirl15 e em Ugly Betty em 2007.
Ela é co-adjuvante no filme A Casa das Coelhinhas (The House Bunny), no papel de uma hippie grávida chamada Harmony, que foi lançado nos EUA dia 22 de agosto de 2008

### Filmes
| Ano  | Filme                      | Papel           | Notas           |
| ---- | -------------------------- | --------------- | --------------- |
| 2007 | Crazy                      | Paramount Girl  | Cameo           |
| 2008 | A Casa das Coelhinhas      | Harmony         | co-adjuvante    |
| 2010 | The Pink House             | Emily           | papel principal |
| 2010 | You May Not Kiss the Bride | Masha           | co-adjuvante    |
| 2011 | Shark Night 3D             | Beth            | co-adjuvante    |
| 2011 | Paz, Amor e Muito Mais     | Sara            | co-adjuvante    |
| 2014 | In My Dreams               | Natalie Russo   | papel principal |
| 2017 | O Sumiço de Kathie Durst   | Kathie          | papel principal |
| 2018 | Bayou Caviar               | Shelly          | co-adjuvante    |
| 2022 | The Tiger Rising           | Caroline Horton | co-adjuvante    |

### Televisão
| Ano       | Série               | Papel                     |  |  | Notas                                                    |  |
| 2021      | Família em concerto | Bailey                    |  |  | Série de televisão,papel principal                       |  |
| --------- | ------------------- | ------------------------- |  |  | -------------------------------------------------------- |  |
| 2007      | Lonelygirl15        | Random Girl               |  |  | Papel de convidado; episódio: "Truth or Dare"            |  |
| 2007      | Ugly Betty          | Herself                   |  |  | Papel de convidado; episódio: "I'm Coming Out"           |  |
| 2009      | CSI: NY             | Odessa Shaw / Dana Melton |  |  | Papel de convidado; episódio: "Prey"                     |  |
| 2009      | Tit for Tat         | Kat                       |  |  | Papel de convidado; episódio: "The Booby Scare"          |  |
| 2010      | Community           | Amber                     |  |  | Papel de convidado; episódio: "Basic Genealogy"          |  |
| 2012      | Family Guy          | Mãe de Maggie             |  |  | Série de televisão; "Voz de personagem"                  |  |
| 2012-2013 | SMASH               | Karen Cartwright          |  |  | Série de televisão; "Papel principal"                    |  |
| 2014      | it Could Be Worse   | Lucy                      |  |  | Mini-série de televisão; episódio: "Uncharted Terrytory" |  |
| 2014-2018 | Scorpion            | Paige Dineen              |  |  | Série de televisão; "Papel principal"                    |  |

## Premiações e indicações

### Musicais
- VH1 Big It Girl 2006
- Annual Young Hollywood Awards 2007
- Well Done Awards 2007

Foi indicada 2 vezes ao Teen Choice Awards como cantora revelação em 2006 e 2007.

### Beleza
- Kat ficou em 9° na categoria das mais belas pernas dos EUA em 2007 pelo site UnderWoodFan.com
- Kat ficou em 2° na categoria "Sem maquiagem' da edição especial da revista People - 'Most Beautiful People 2007'
- Kat ficou em 7° na categoria das 10 mais belas e amáveis pernas de 2007 na lista OK!'s Loveliest Legs da revista OK! da ediição 28 de Maio
- Kat ficou em 9° na categoria das 50 cantoras mais gostosas de 2007 pelo site Soutmouth.com
- Kat ficou em 1° na categoria dos artistas mais bonitos de óculos pela revista OK Magazine.
- Kat ficou em 43° no Top 99 das mais desejáveis mulheres de 2008 pelo site AskedMen.com
- Kat ficou em 5° na categoria dos 100 rostos mais bonitos do mundo de 2008 pelo site Indie Critics.com
- Kat ficou em 64° na categoria das 99 mulheres mais desejáveis de 2009 pelo site da AskedMen.com

### Categorias
- Kat em #11 na lista dos Idols mais "poderosos" de 2007 pela AOL Music.
- Kat ficou em 26° na lista das 50 cantoras que mais atraem os jovens brasileiros pela revista TODA TEEN em 2008.